# Ланкастър (Калифорния)
Вижте пояснителната страница за други значения на Ланкастър.
Ланкастър (на английски: Lancaster) е град в окръг Лос Анджелис, Калифорния, САЩ. Населението през 2018 г. е 159 053 души, а общата му площ - 243,90 км² (94,20 мили²). Има статут на град от 1977 г. Намира се на 1 час на север от Лос Анджелис.
Разположен е на 719 метра надморска височина в долината Антилоуп Вали.

## Личности
Починали:
- Ли Брекет (1915 - 1978), писател